# Limbé
Pour les articles homonymes, voir Limbe.
Limbé, jadis Victoria de 1857 à 1982, est une ville côtière baignée par le golfe du Biafra, fondée en 1857 sur le flanc sud du mont Cameroun, elle se présente comme une station balnéaire très prisée. Chef-lieu du département du Fako dans la région du Sud-Ouest du Cameroun, elle a le statut de communauté urbaine constituée de trois communes d'arrondissement.

## Géographie

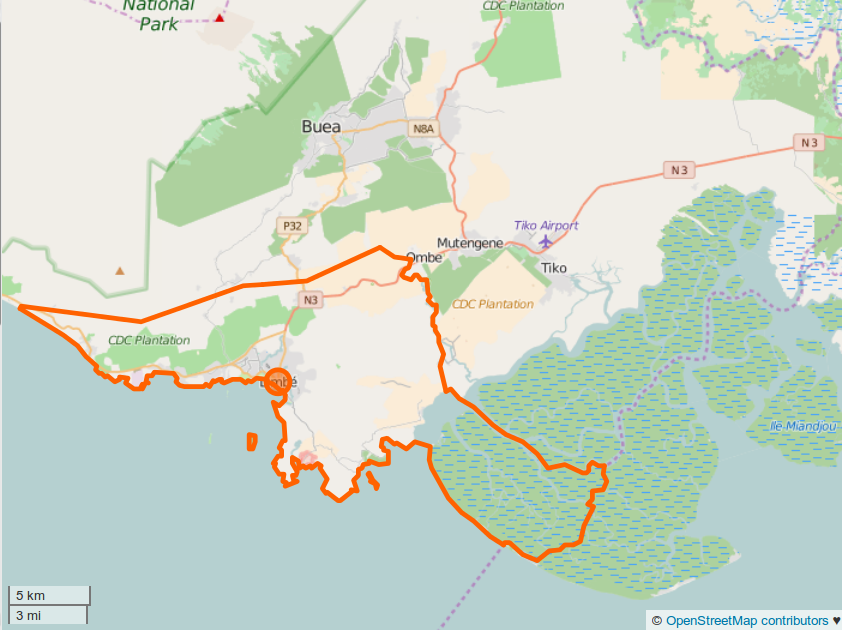
Limite de la communauté urbaine de Limbé

Limbé est située entre mer et montagne au pied du Mont Cameroun sur les rives de la baie d'Ambas. Elle est à 70 km à l'ouest de Douala, à laquelle elle est reliée par la route nationale 3. La baie de Limbé compte quatre îles côtières, Ndame Island, Mboa Mwanja (Bota Island), Ichondi et Mondoli. Elle est la deuxième ville en importance de la région du Sud-Ouest, après Buéa.

## Histoire

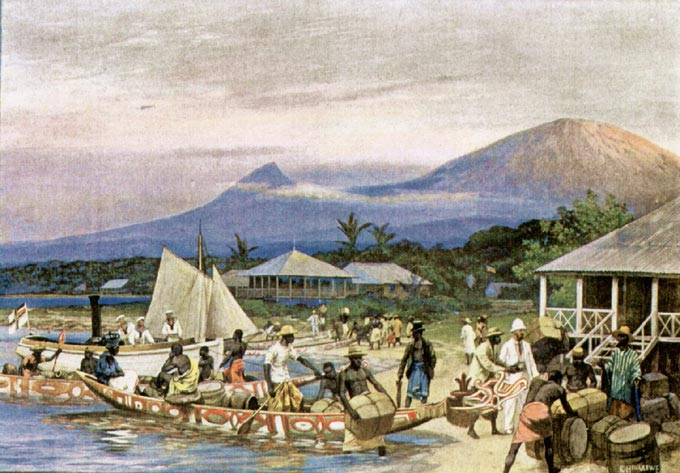
Victoria (Kamerun allemand avant 1908)

La ville portuaire de Limbé, appelée à l'origine « Victoria » (d'après  la reine Victoria), est fondée par le missionnaire anglais Alfred Saker, sur les terres achetées au roi William 1er de Bimbia, pour y implanter des infrastructures à l'instar des églises, écoles, hôpitaux, logements et imprimerie. Le monument Alfred Saker sur le front de mer a été inauguré en 1958 pour le centenaire de la fondation de la ville par le Gouverneur général du Nigeria britannique James Wilson Robertson. En 1884, lors de l'établissement du Kamerun allemand, la ville et ses environs demeurent britanniques. Le 7 mai 1886, la Grande-Bretagne et l'Allemagne échangent Victoria et ses environs contre des droits allemands sur la rivière Forcados au Nigeria et à Sainte-Lucie, KwaZulu-Natal en Afrique du Sud. Située sur la côte ouest du Cameroun, la ville fut rebaptisée le 16 mai 1982, « Limbé » – nom dérivé, dit-on, de la rivière qui la traverse.

## Présentation démographique
Depuis les années 2011, La ville de Limbé a connu un boom démographique de sa ville en raison de  facteurs divers on cite : l'exode rural, un terrain sûr pour les personnes déplacées et sa situation géographique appropriée. En outre, le tourisme apporte à  Limbé  une importante population pour Cette croissance elle est  évaluée à 5 % par an, ce qui est relativement plus élevé que le taux de croissance national de 2,7 %. La population de Limbe est estimée à environ 200 000 habitants, avec une densité de population d'environ 237 habitants par km2.
La répartition de la population est la suivante :
| SUBDIVISION | VALEURS RELATIVES |
| ----------- | ----------------- |
| LIMBE I     | 54 %              |
| LIMBE II    | 32 %              |
| LIMBE III   | 14 %              |
| TOTAL       | 100 %             |

La croissance de la population est projetée dans le tableau ci-dessous :
| Année     | 1935  | 1953  | 1964   | 1967   | 1976   | 1987   | 1998   | 2000    | 2005     | 2012    | 2019     | 2020 |
| --------- | ----- | ----- | ------ | ------ | ------ | ------ | ------ | ------- | -------- | ------- | -------- | ---- |
| Habitants | 3,131 | 8,025 | 15,919 | 19,525 | 26,988 | 44,561 | 46,203 | 100,047 | 140,9821 | 140,982 | 160, 654 |      |

La ville de Limbé a connu une croissance exponentielle de sa démographie en raison de plusieurs facteurs tels que l'exode rural, un terrain sûr pour les personnes déplacées et sa situation géographique appropriée. Cette croissance est évaluée à 5 % par an, ce qui est relativement plus élevé que le taux de croissance national de 2,7 %. La population de Limbe est estimée à environ 200 000 habitants, avec une densité de population d'environ 237 habitants par km2 .
La répartition de la population est la suivante :
| SUBDIVISION | VALEURS RELATIVES |
| ----------- | ----------------- |
| LIMBE I     | 54 %              |
| LIMBE II    | 32 %              |
| LIMBE III   | 14 %              |
| TOTAL       | 100 %             |

La croissance de la population est projetée dans le tableau ci-dessous :
| Année     | 1935  | 1953  | 1964   | 1967   | 1976   | 1987   | 1998   | 2000    | 2005     | 2012    | 2019     | 2020 |
| --------- | ----- | ----- | ------ | ------ | ------ | ------ | ------ | ------- | -------- | ------- | -------- | ---- |
| Habitants | 3,131 | 8,025 | 15,919 | 19,525 | 26,988 | 44,561 | 46,203 | 100,047 | 140,9821 | 140,982 | 160, 654 |      |

source : tableau démographie de 1935 à 2019.

## Climat
Le climat de Limbé est de type tropical , Af dans la classification de Koppen. La température moyenne annuelle est de 21,6°. Le climat se caractérise par des précipitations très abondantes, avec plus de 20 jours de pluie par mois.
| Mois                              | jan. | fév. | mars | avril | mai  | juin | jui. | août | sep. | oct. | nov. | déc. | année |
| --------------------------------- | ---- | ---- | ---- | ----- | ---- | ---- | ---- | ---- | ---- | ---- | ---- | ---- | ----- |
| Température minimale moyenne (°C) | 20,5 | 20,9 | 21,1 | 21,1  | 20,9 | 19,9 | 19,3 | 19,1 | 19,5 | 20   | 20,4 | 20,5 | 20,3  |
| Température maximale moyenne (°C) | 24,8 | 25,2 | 25,2 | 25,1  | 24,5 | 23,1 | 22,2 | 22   | 22,7 | 23,5 | 24,2 | 24,6 | 23,9  |
| Précipitations (mm)               | 106  | 131  | 232  | 292   | 363  | 446  | 547  | 509  | 434  | 441  | 282  | 139  | 3 922 |

## Potentiel économique de la ville de Limbe
La ville de Limbe abrite la seule raffinerie de pétrole (Société nationale de raffinage - SONARA) du Cameroun ainsi que plusieurs autres sociétés agro-industrielle (Cameroon Development Corporation - CDC), il est situé comme  deuxième employeur après l'État.
Les potentialités économiques de Limbe se sont appréciées à la suite du décret no 2020/249 du 5 mai 2020 portant réorganisation du Port Autonome de Limbe (PAL) et aux énormes investissements de la Cameroon Shipping Yard Company (Chantier NAVAL) située à Cap Limbo.
Ces développements attirent d'autres investissements économiques et services au sein de la municipalité et attirent la population à la recherche d'emplois et donc de croissance économique.
Les 45 km du littoral de Limbé, caractérisés par un paysage plat jusqu'à l'océan Atlantique, plusieurs marécages, un climat maritime équatorial, des températures constamment supérieures à 25 °C, des pluies abondantes et une forêt côtière, présentent un grand potentiel pour le développement des capacités et de la culture de la pêche.
Le transport (terrestre, maritime) est l’un de réseau routier existant et les secteurs constituent un avantage clé pour le transport des marchandises et la circulation des personnes. Les denrées alimentaires, les cultures de rente, le bétail et d'autres marchandises provenant des marchés locaux de Limbe sont facilement transportés par camions, cargaisons, etc. vers d'autres villes du Cameroun et certains pays voisins.

## Potentialités touristiques
Limbe possède un potentiel touristique unique, a l’exemple du village de la traite des esclaves de Bimbia (en cours de classement au patrimoine mondial de l'UNESCO), les jardins botaniques, le Limbe Wildlife Center avec des espèces animales rares, des plages de sable noir et une culture accueillante pour les touristes.

### Les différents Sites touristiques de Limbé[3].
| No | LISTE DES SITES                                | LOCATION  |
| -- | ---------------------------------------------- | --------- |
| 1  | Île Nicole                                     | Limbe I   |
| 2  | Île de Mondoli                                 | Limbe I   |
| 3  | Le port et le marché aux poissons              | Limbe I   |
| 4  | Église catholique de Bota                      | Limbe I   |
| 5  | La rivière Limbe                               | Limbe I   |
| 6  | Les jardins botaniques                         | Limbe I   |
| 7  | Le jardin zoologique                           | Limbe I   |
| 8  | La plage du bas                                | Limbe I   |
| 9  | Monument Alfred Saker                          | Limbe I   |
| 10 | Monument du cent cinquantenaire                | Limbe I   |
| 11 | ÎLE DE BOTA                                    | Limbe II  |
| 12 | Mt.Etinde                                      | Limbe II  |
| 13 | La plage d'Etisah                              | Limbe II  |
| 14 | Le site de la traite des esclaves              | Limbe III |
| 15 | Le monument Joseph Merrick, monument           | Limbe III |
| 16 | Le canon                                       | Limbe III |
| 17 | Le village de la traite des esclaves de Bimbia | Limbe III |
| 18 | Le canon allemand                              | Limbe III |
| 19 | Le statut de la liberté à Bimbia               | Limbe III |
| 20 | Mt. Etinde                                     | Bakingili |
| 21 | La plage d'Etisah                              | Bakingili |
| 22 | Le lac Nachtigal                               | Bakingili |
| 23 | Le site de lave                                | Idenau    |
| 24 | Le lac Nachtigal                               | Idenau    |
| 25 | Chute d'eau de Bomana                          | Idenau    |
| 26 | Le phare                                       | Idenau    |
| 27 | Pont de Bibunde et Mossingilli                 | Idenau    |
| 28 | La vieille locomotive anglaise                 | Idenau    |

## Population
Limbé a connu une forte croissance démographique. La ville comptait 26 988 habitants en 1976, puis 44 561 en 1987 et, selon une estimation, environ 84 500 en 2001.

Lors du recensement de 2005, Limbé 1 comptait 93 255 personnes, Limbé 2 : 16 401 et Limbé 3 : 8 554, soit un total de 118 210 habitants. L'évolution de la population urbaine est relevée par les travaux du département de Géographie de l'Université de Montréal.
| 1935  | 1953  | 1964   | 1967   | 1976   | 1987   | 1998   | 2001   | 2005    |
| ----- | ----- | ------ | ------ | ------ | ------ | ------ | ------ | ------- |
| 3 131 | 8 025 | 15 919 | 19 525 | 26 988 | 44 561 | 46 203 | 84 500 | 118 210 |

## Administration

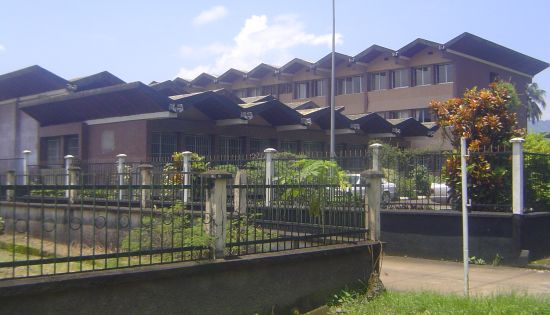
Hôtel de Ville de Limbé

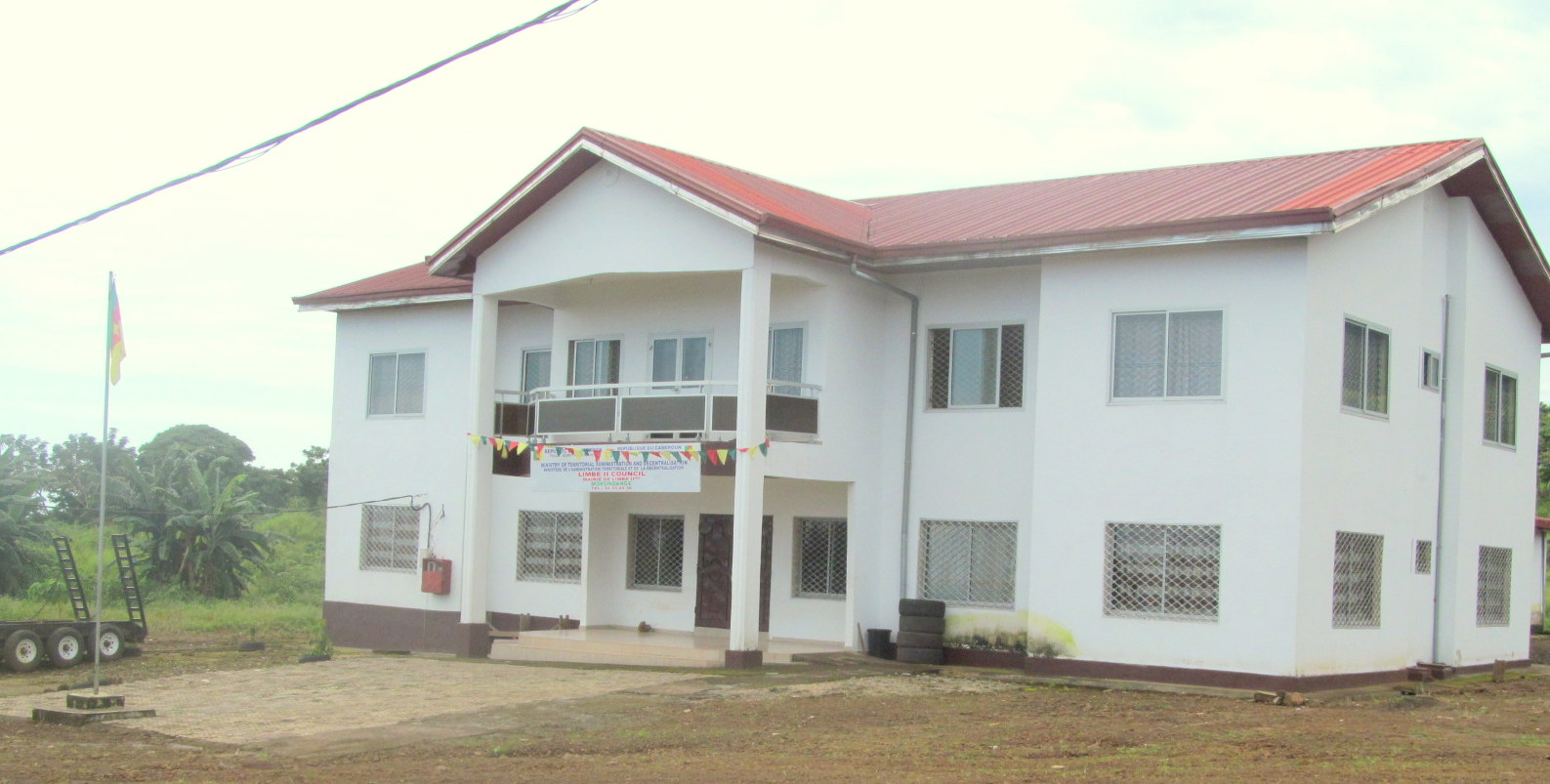
Mairie de Limbé II

À partir de 1916, Victoria devient chef-lieu de la Victoria Division constituée de deux anciens districts allemands : Buéa et Victoria. L'arrondissement de Victoria est instauré en 1968 dans le département du Fako. Elle est  érigée en Communauté urbaine de Limbé, constituée de trois communes d'arrondissement en 2008.

### Communes d'arrondissement
| Commune   | Chef-lieu  | Superficie (km2) | Population (2005) | Centre d'Etat civil secondaire |
| --------- | ---------- | ---------------- | ----------------- | ------------------------------ |
| Limbé 1er | Poh        | 79,90            | 93 255            | Bonadikombo                    |
| Limbé II  | Mokundange | 58,36            | 16 401            | Batoké                         |
| Limbé III | Bimbia     | 112,5            | 8 254             | Mabeta                         |
| Limbé     |            | 250,76           | 117 910           |                                |

### Liste des maires
Les maires de Limbé et délégués du gouvernement se succèdent à la tête de la ville depuis la création de la municipalité. De 2008 à 2020, la communauté urbaine est dirigée par un délégué du gouvernement.
| Période         | Période | Identité                       | Étiquette | Qualité                 |
| --------------- | ------- | ------------------------------ | --------- | ----------------------- |
| 1996            | 1998    | Henry Njalla Quan              |           | Directeur de la CDC     |
| 1998            | 2009    | Samuel Ebiama Lifanda          |           | Délégué du gouvernement |
| 6 février 2009  | 2020    | Andrew Motanga Mounjimba       |           | Délégué du gouvernement |
| 25 février 2020 | 2022    | Andrew Motanga Mounjimba       | RDPC      | City Mayor              |
| 4 mars 2022     |         | Paul Mbole Efome Lisombe Ngale | RDPC      | Technicien électronique |

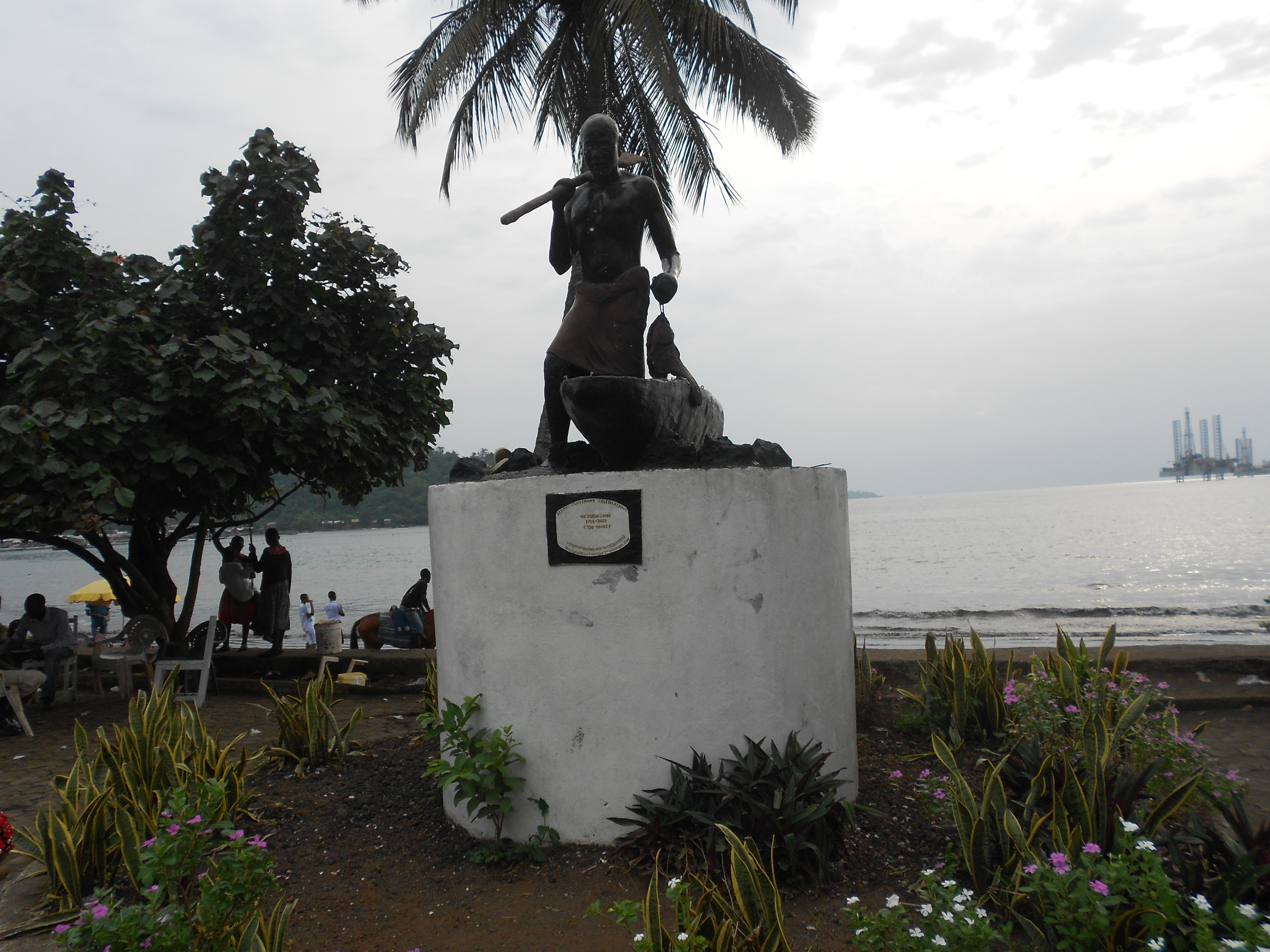
Monument de Limbé
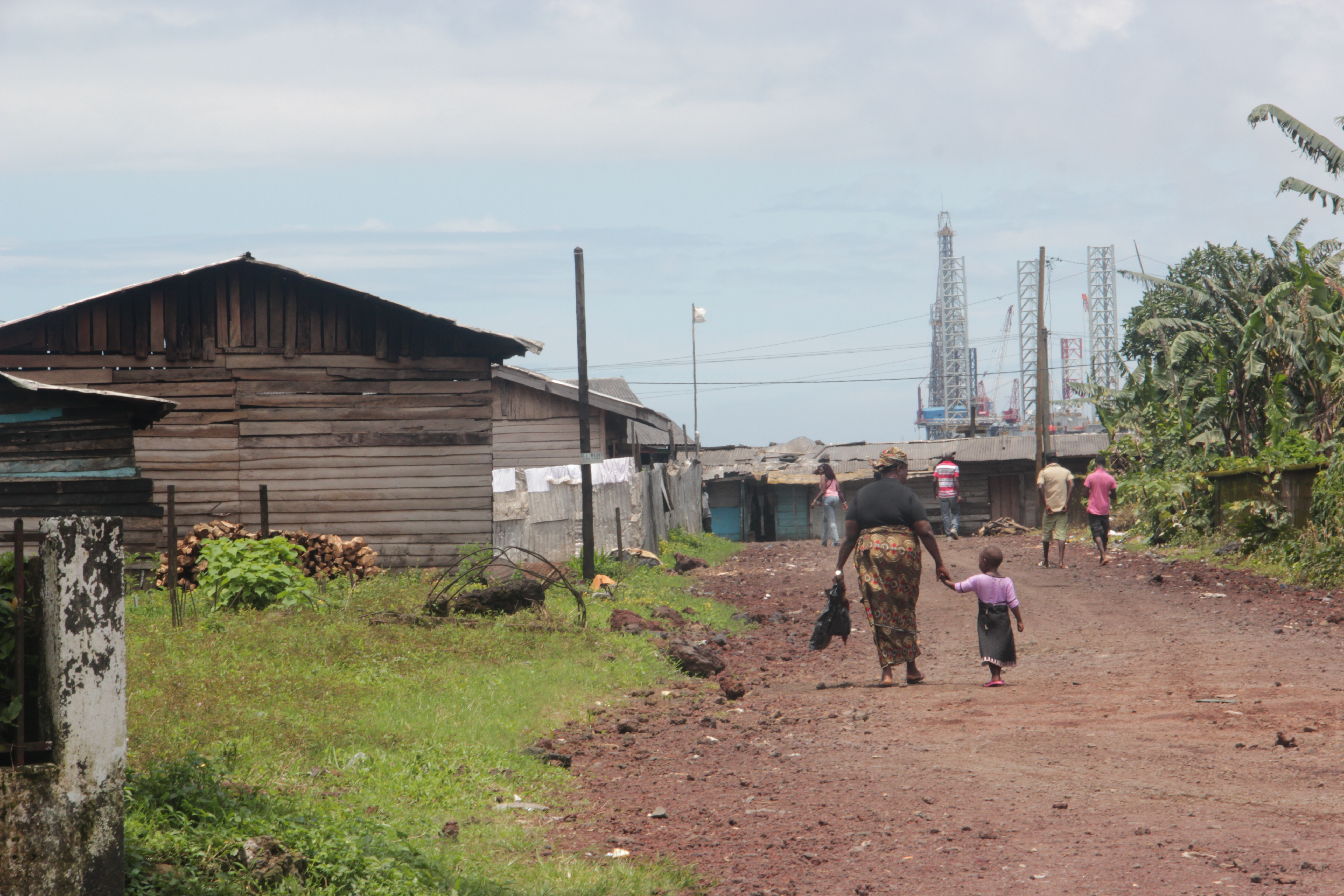
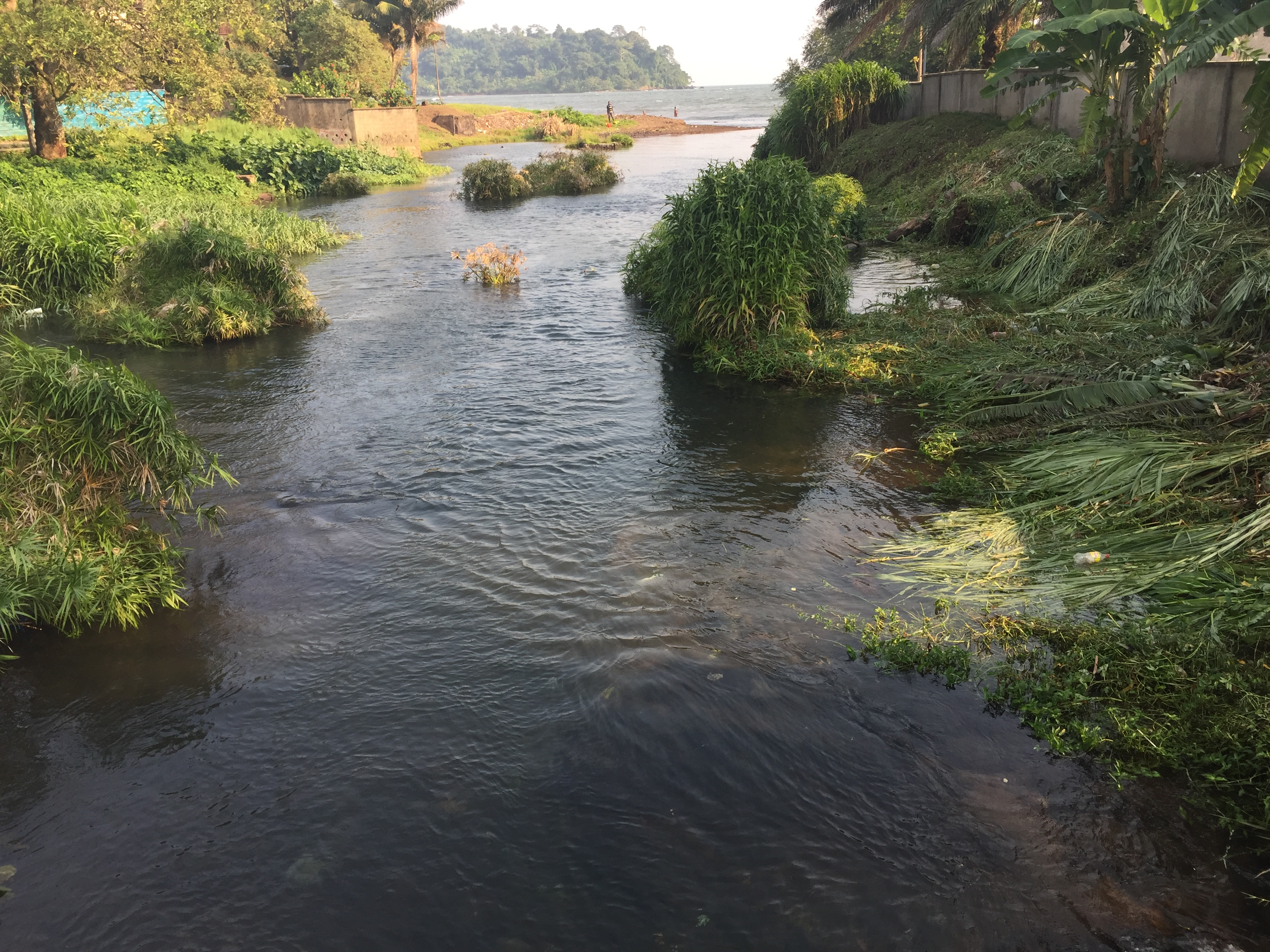
Rivière de Limbé
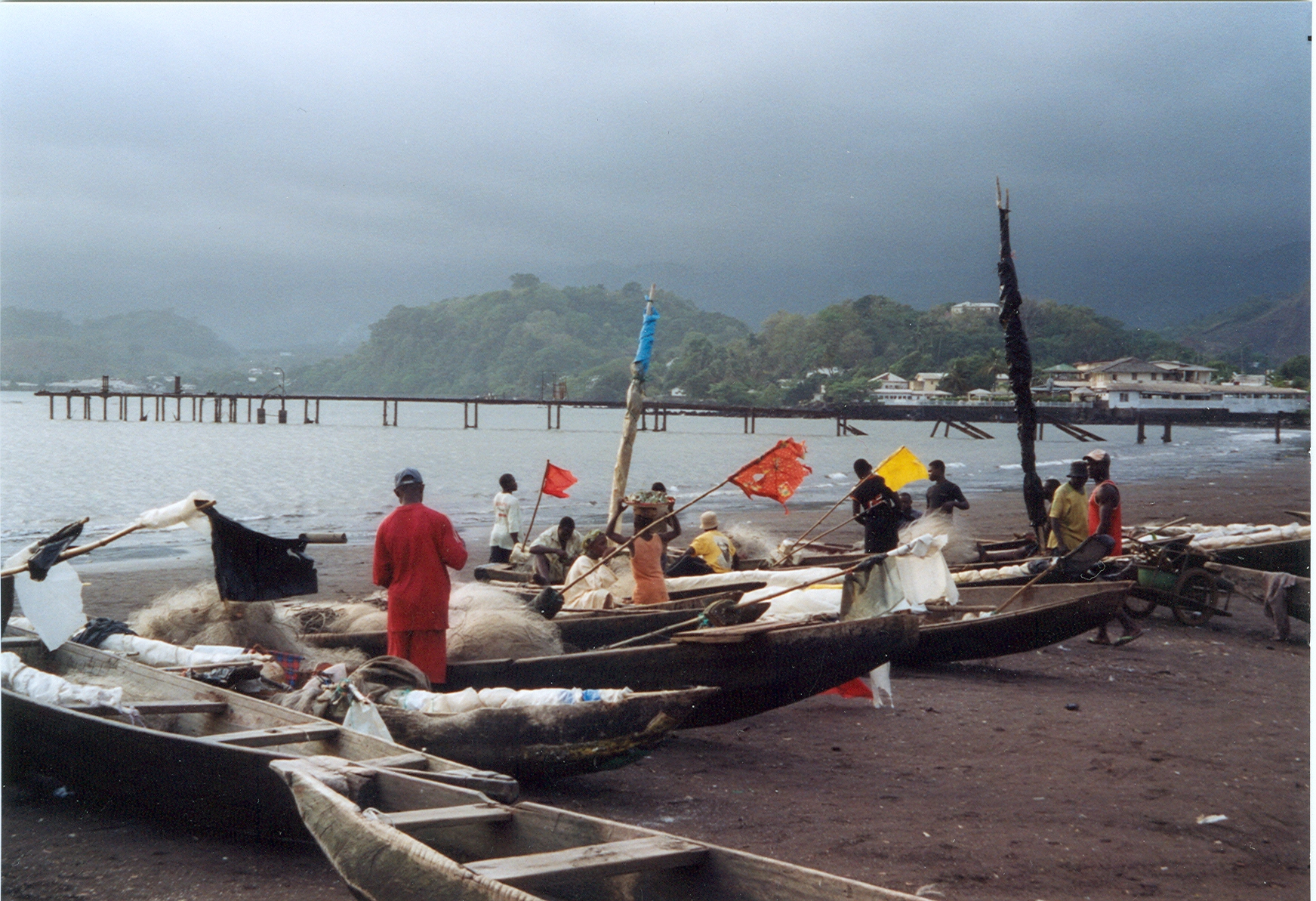
Limbe Beach
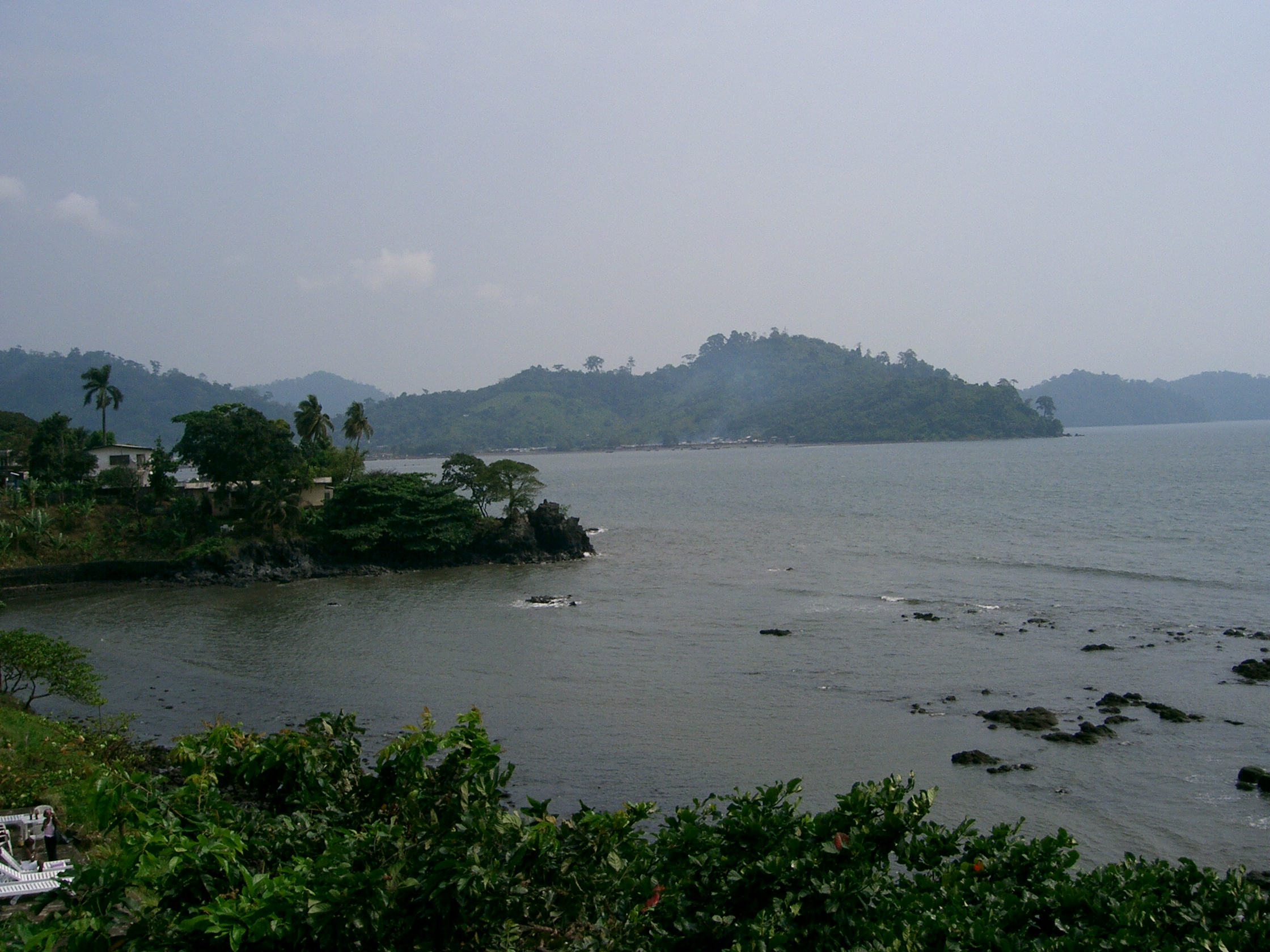

## Langues
L'anglais est parlé par la majorité de la population. Les langues vernaculaires de la région sont le Bakweri et l'Isubu.

## Éducation

### Enseignement secondaire
L'enseignement secondaire public est assuré par huit établissements, deux collèges et six lycées, sept sont anglophones et un bilingue.

### Enseignement supérieur et professionnel
Depuis octobre 2013, Limbé accueille le quatrième centre d'excellence de l'Institut africain des sciences mathématiques.
L'institut LINAFI (Limbe Nautical Arts and Fisheries Institute), est un établissement d'enseignement supérieur des filières de la pêche, aquaculture, technologie de pêche et mécanique marine.
La ville compte deux ENIEG (école normale d'instituteurs de l'enseignement général), une publique : GTTC de Limbé fondée en 2003 et une privée : Saint Andrew TTC fondée en août 2010.

## Nature et environnement
Limbé est située dans une baie contre le flanc de la chaîne volcanique. Des plages de sable noir constitue la façade maritime de la ville, faisant de Limbé, avec Kribi, les stations balnéaires les plus populaires du Cameroun. La coopération anglaise entretient là-bas deux parcs naturels, le Limbe Wildlife Centeret le jardin botanique de Limbé.

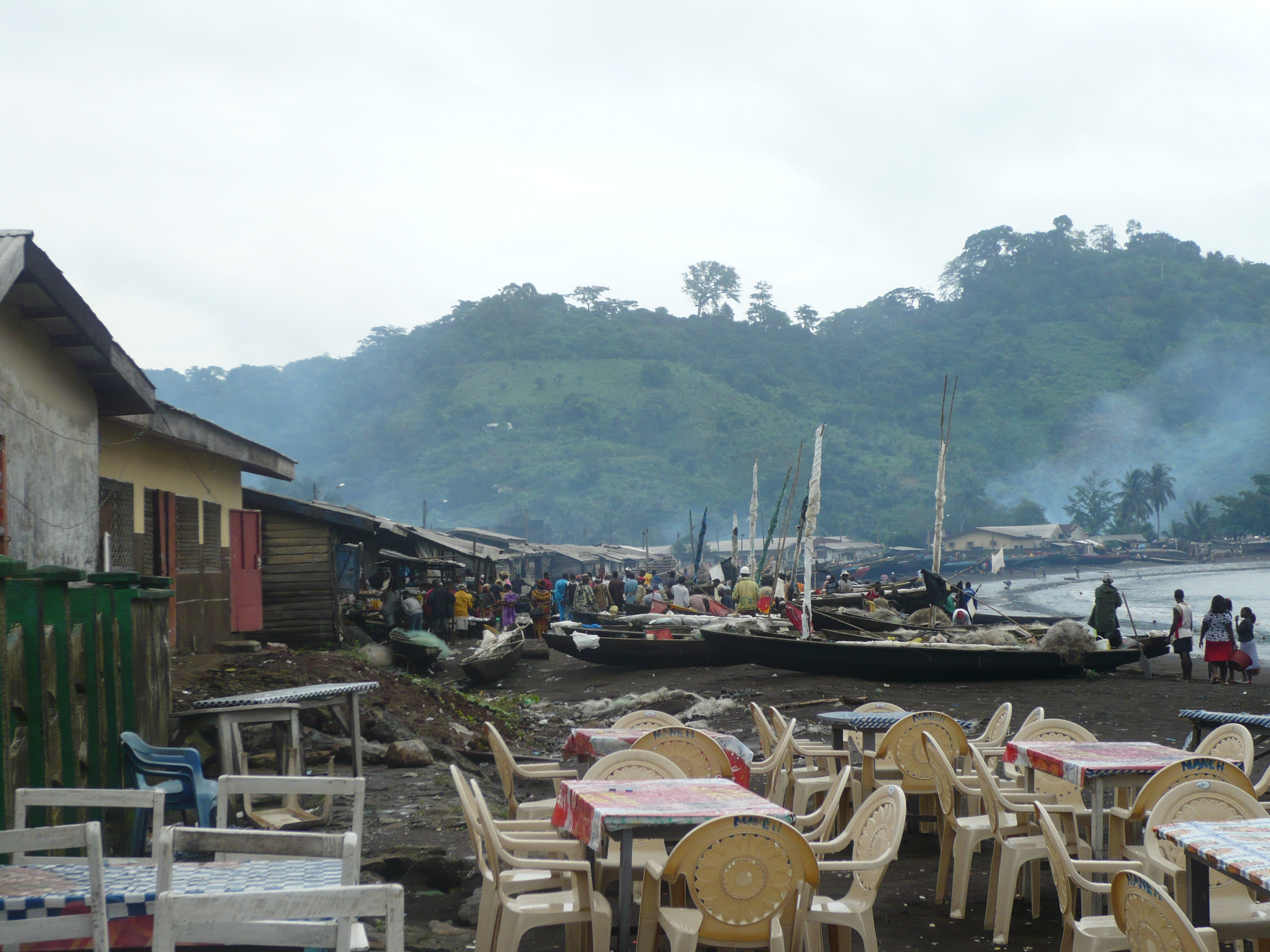
Port de pêche (2008).
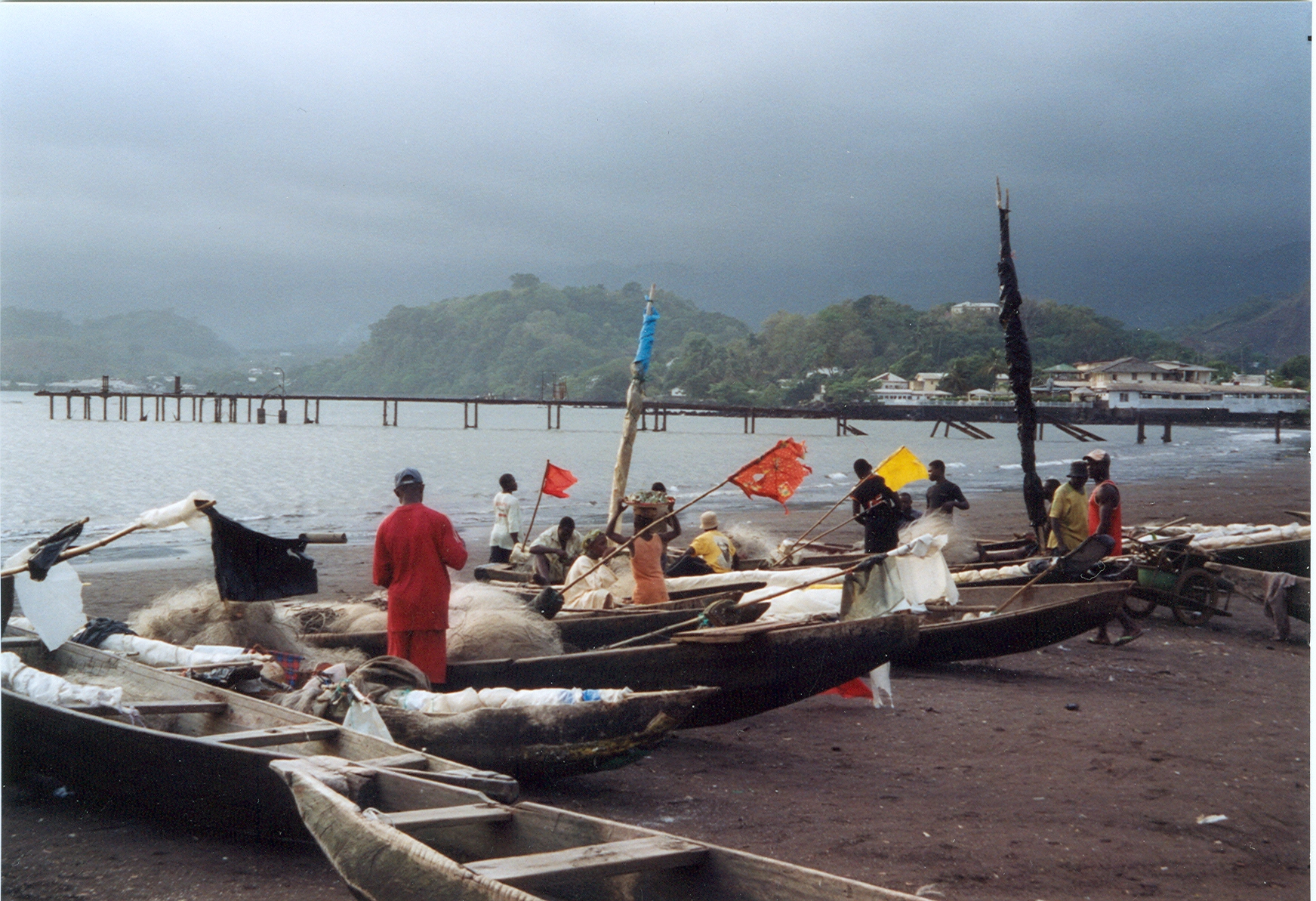
Pirogues sur la plage.
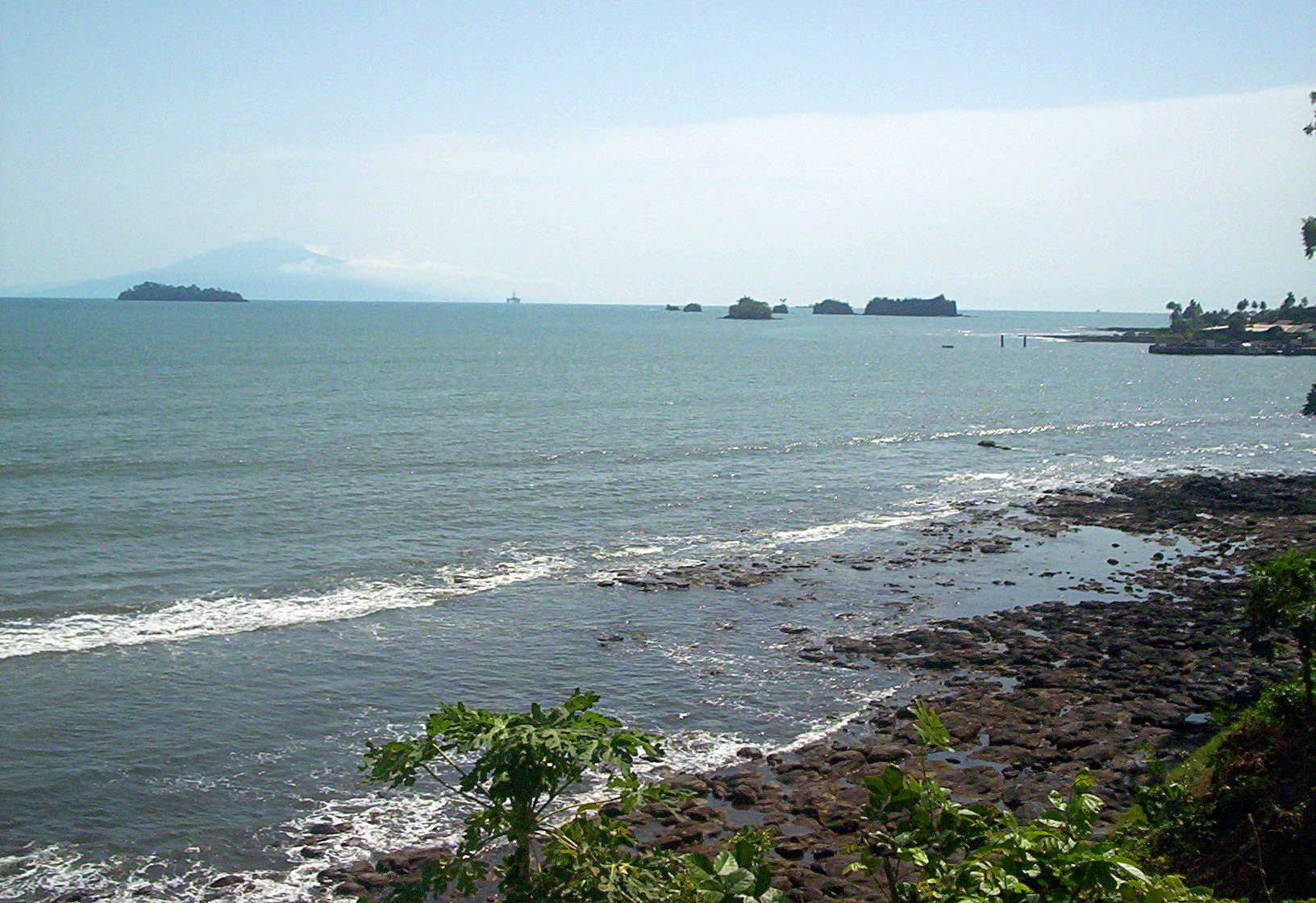
Plage de sable noir.
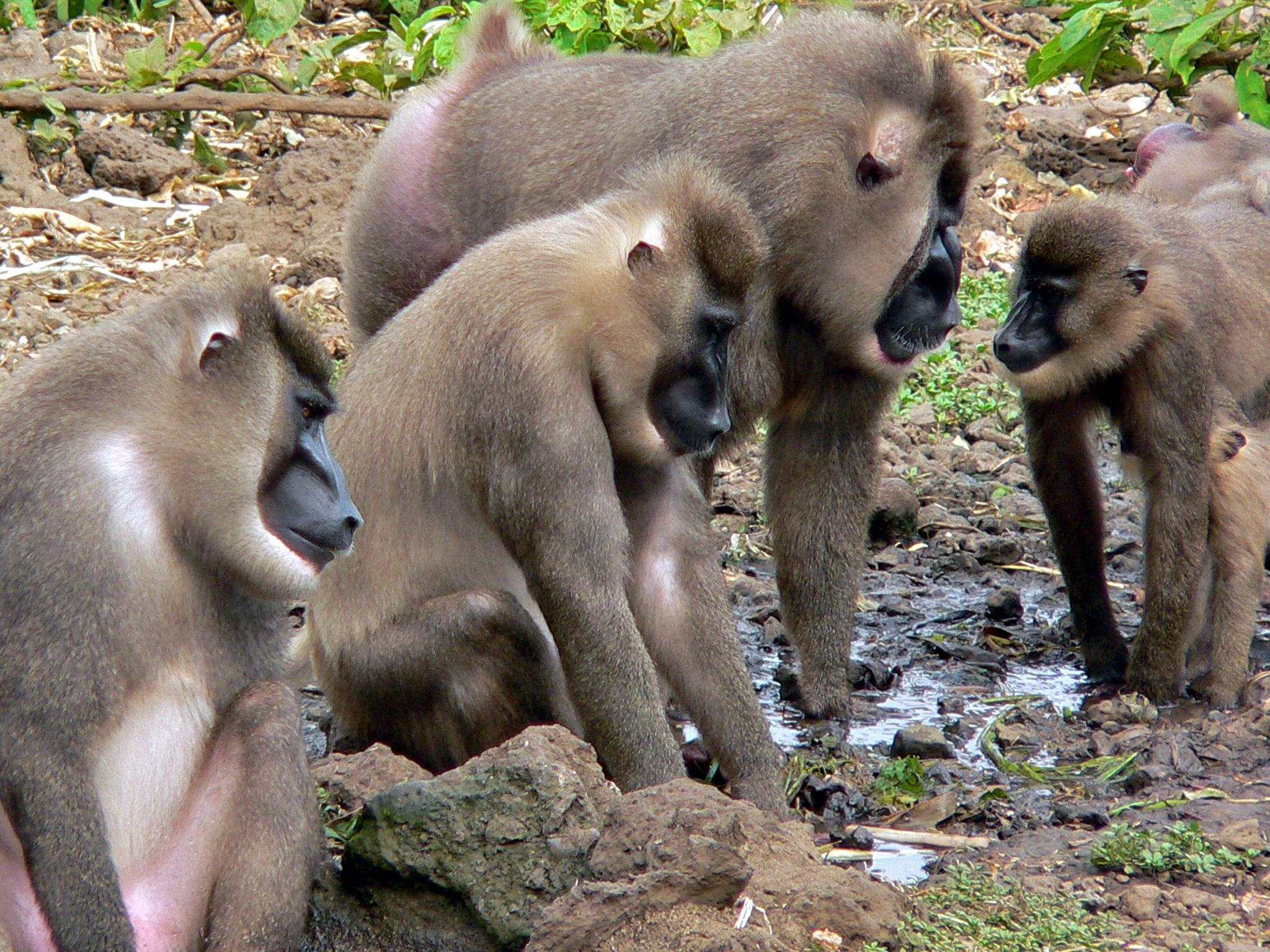
Mandrillus leucophaeus au Limbe Wildlife Center.
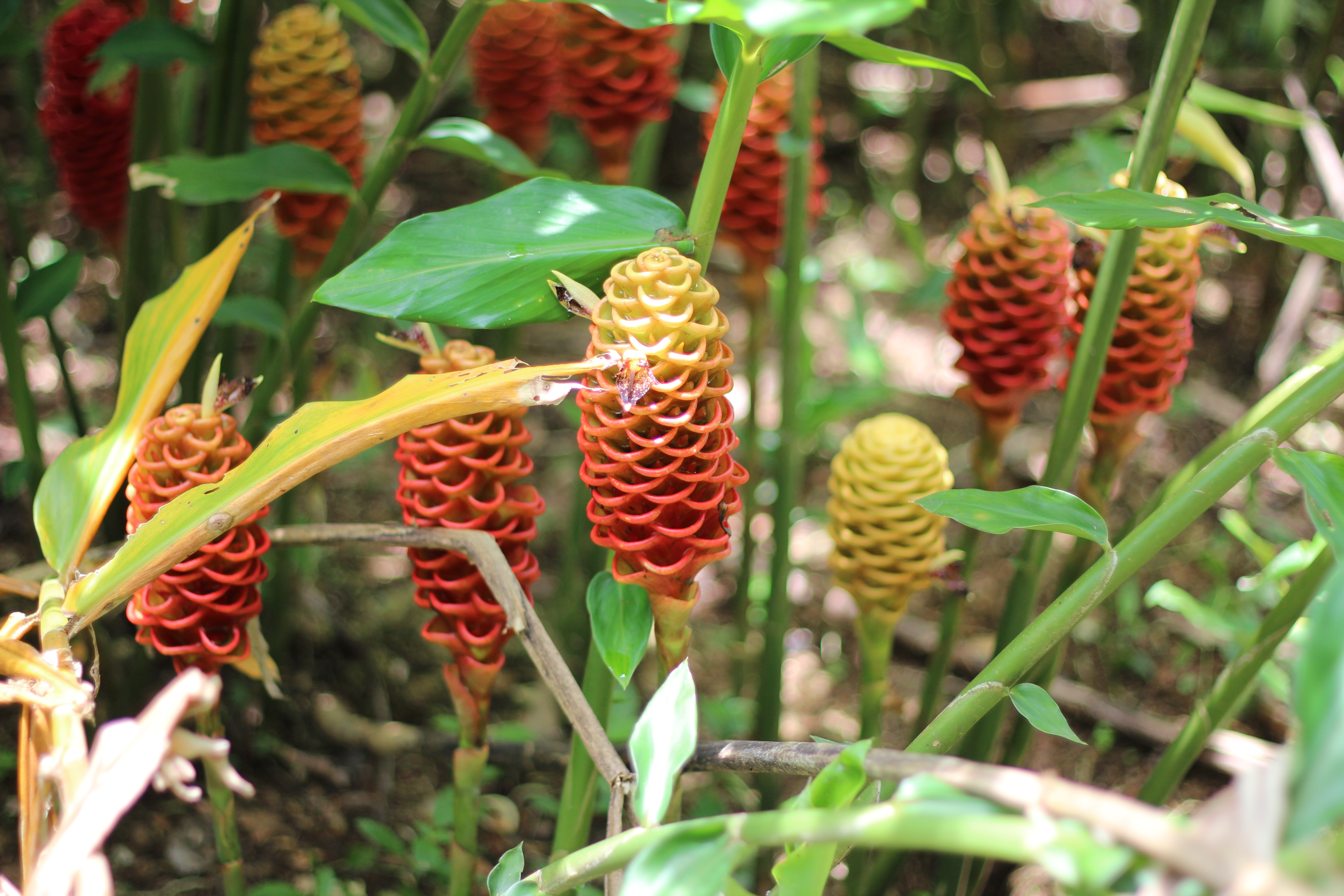
Tapeinochilos ananassae, au jardin botanique de Limbé.
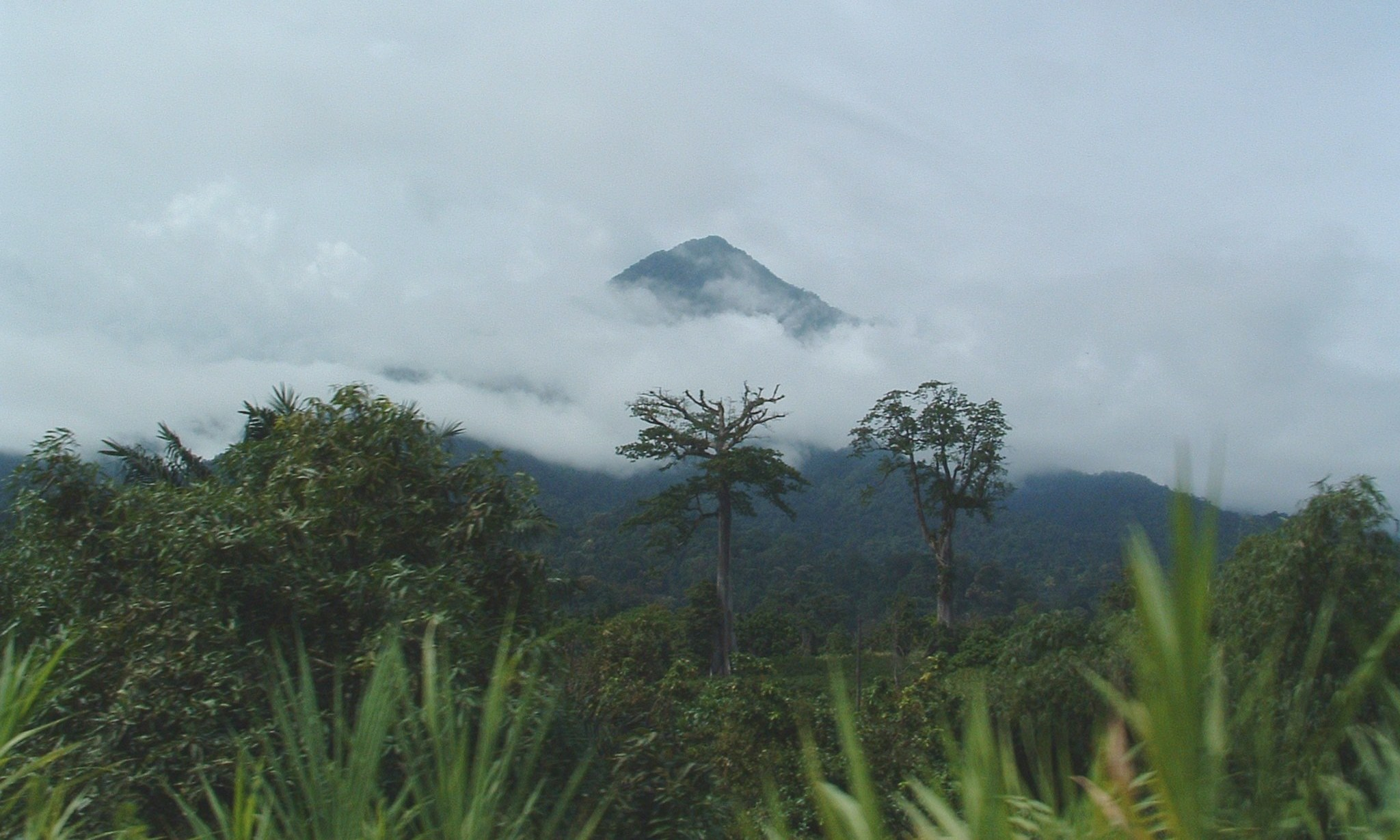
Mont Cameroun vue de Limbé
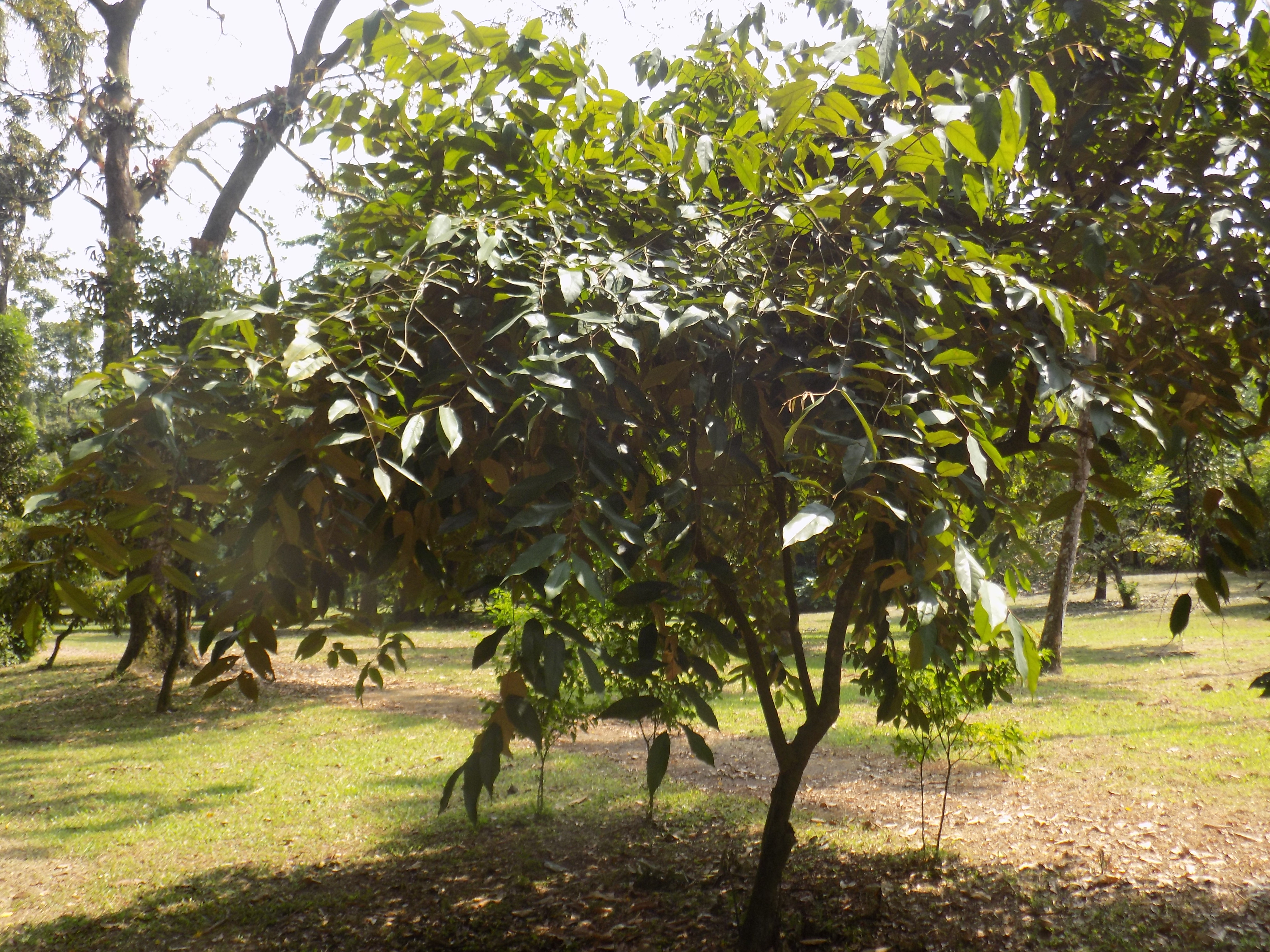
Afrostyrax lepidophyllus arbre dans le jardin botanique de Limbé
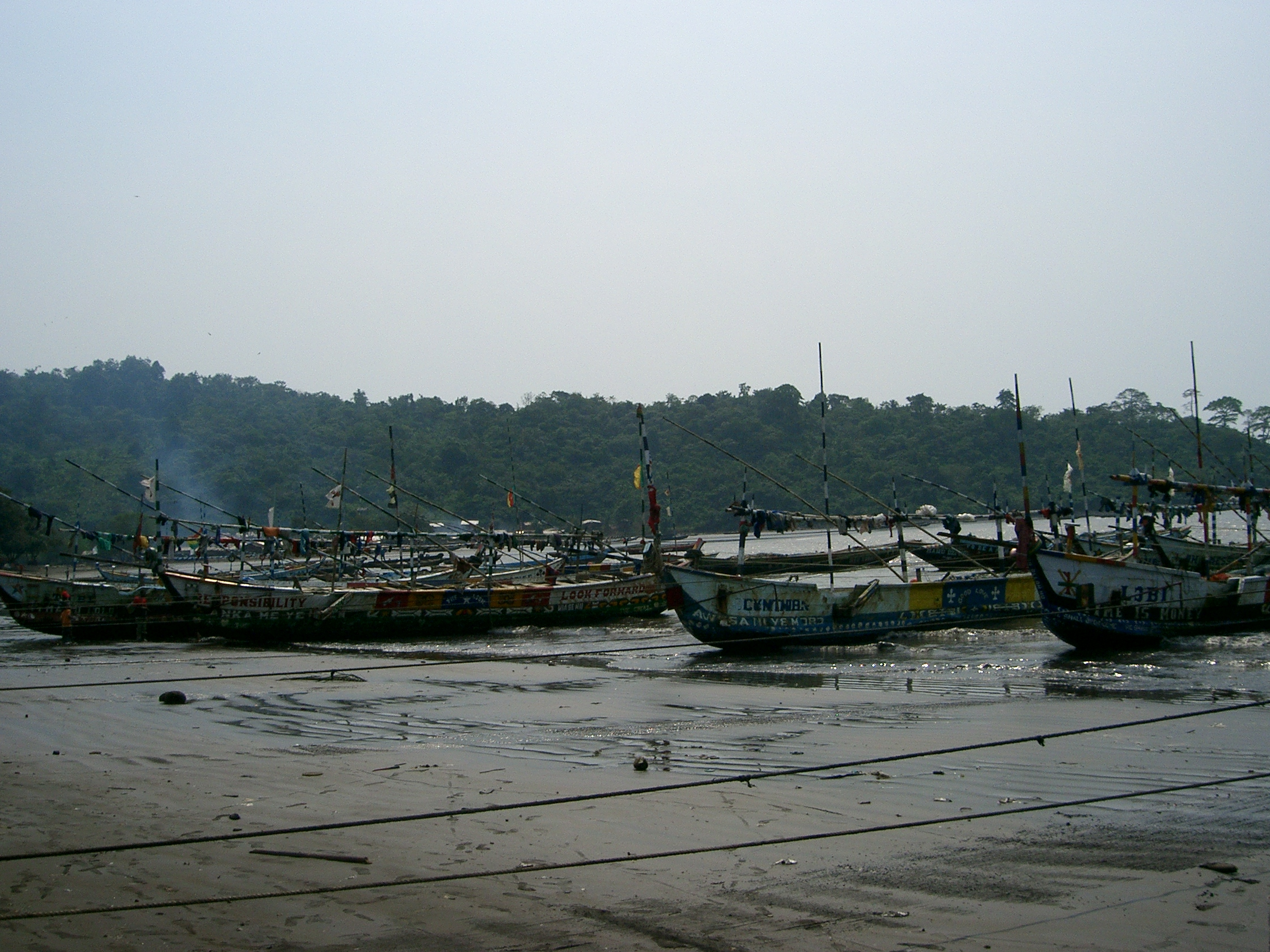
Pirogues camerounaise de Limbé
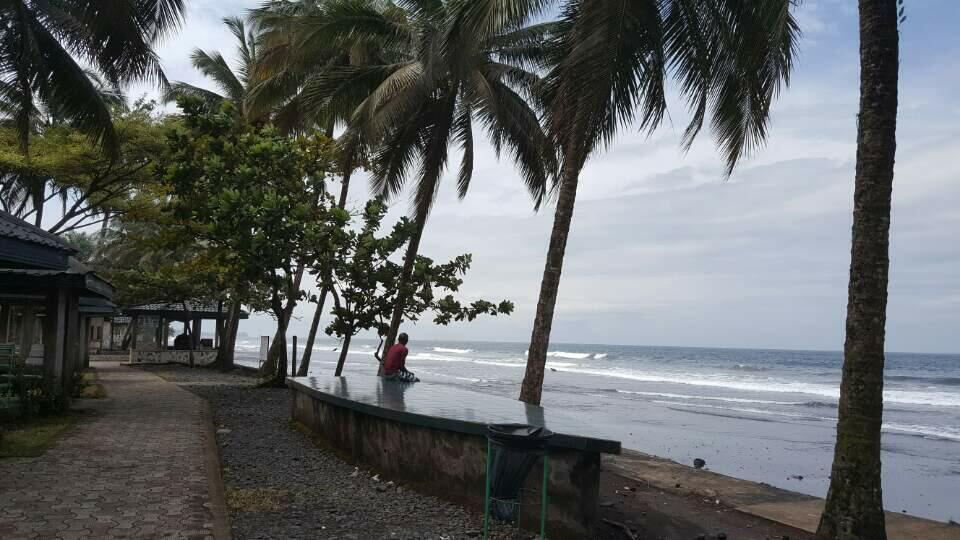
Cocotiers en bordure de mer à Limbé
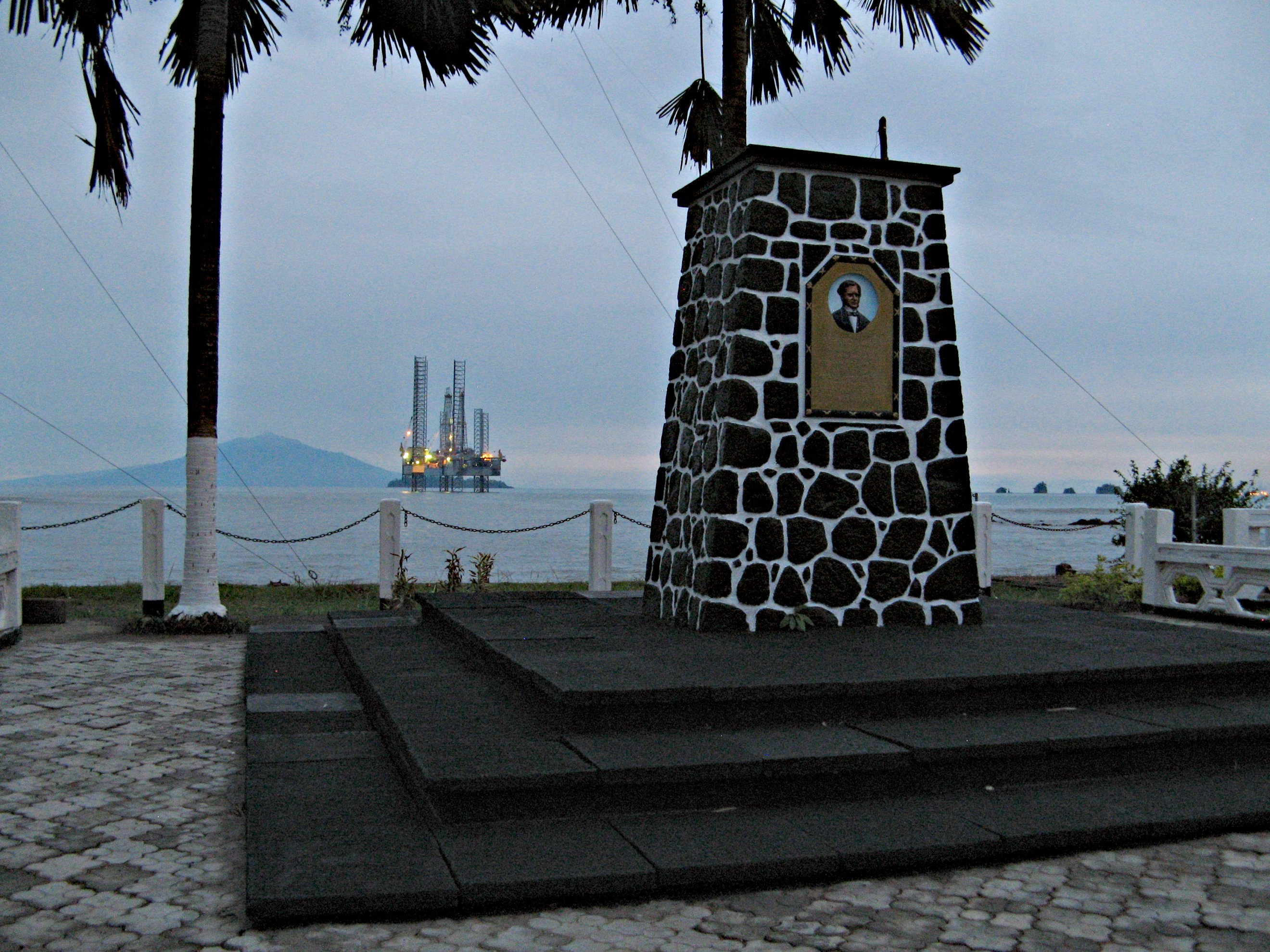
Monument de Alfred Saker à Limbé

## Économie
Près de Limbe, se trouve la SONARA (la société nationale des raffineries).
Le port de Limbe est l'un des ports maritimes du Cameroun, les autres étant ceux de Douala, Tiko, et le port en eaux profond kribi, déjà opérationnel. Les transports par voie aérienne sont aussi possible, par l'aéroport de Limbé.

### Centrale thermique
Limbe accueille la seconde plus grosse centrale thermique à fioul lourd du Cameroun, après celle de Yassa-Dibamba. Construite par AES Sonel en 2004 dans le cadre du plan d'urgence énergétique, afin de remédier aux trop nombreux « délestages » et coupures de courant, elle présente une capacité nominale de 85 MW.
Le groupe Eranove (anciennement Finagestion) a annoncé en 2015 son intention de construire une seconde centrale, à gaz, d'une capacité de 315 MW,.

### Tourisme
| Vidéo externe | |
|               | Cameroon In 4k : Welcome To Limbe Episode 1 - Drone Aerial footage - Cameroun \| 22 août 2021 by 237showbiz |

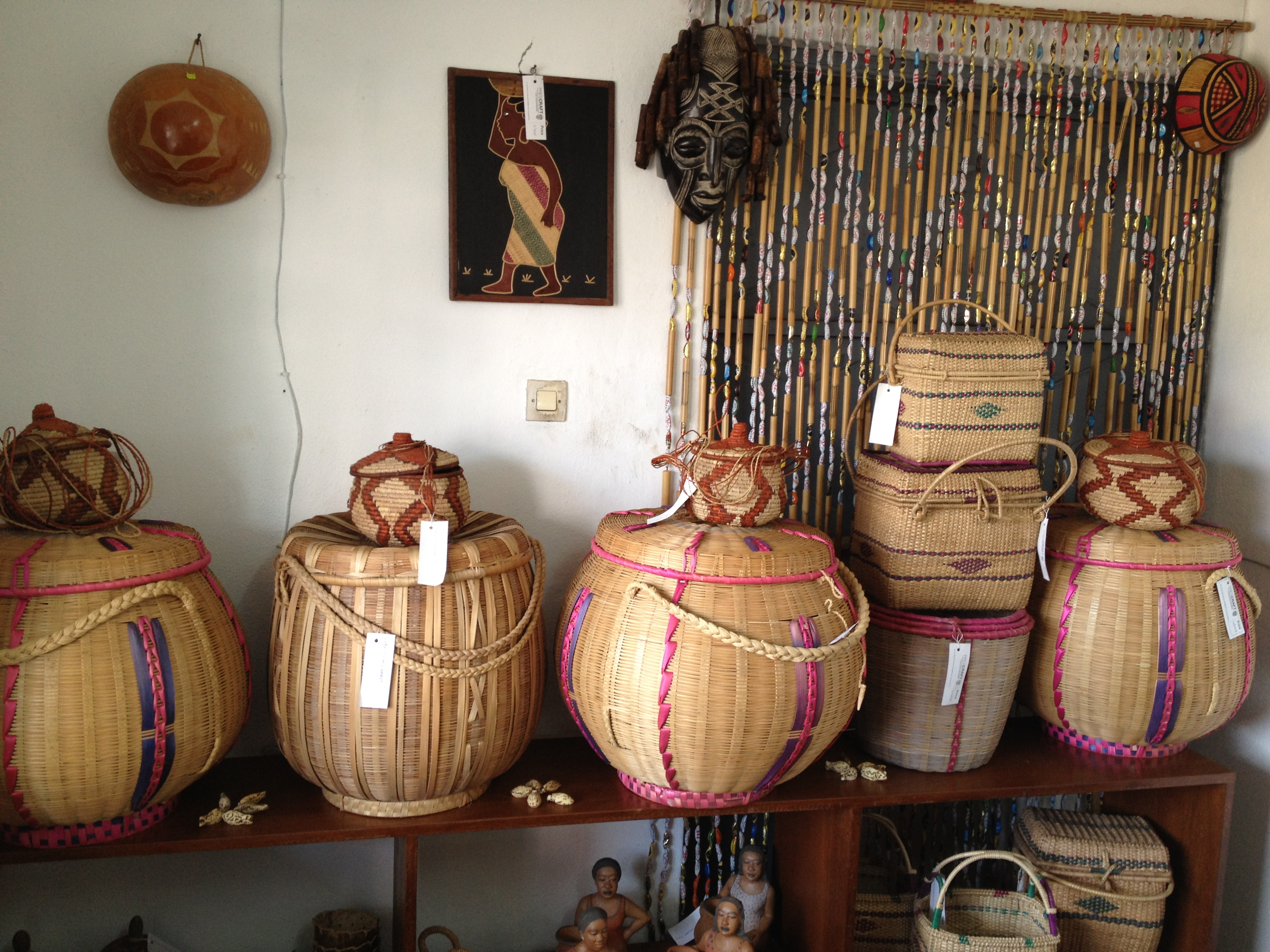
Artisanat camerounais

Les autorités prennent des initiatives pour l'accueil des touristes,.

## Sport
Le nouveau stade omnisports de Limbé (20 000 places), financé par l'Exim sank of China, une entreprise publique chinoise est présenté comme stade de réserve pour la Coupe d'Afrique des nations de football 2019, bien que l'organisation soit repoussée à cause de la pandémie de Coronavirus. Le Limbe Centenary Stadium d'une capacité de 2 000 places est situé à proximité du jardin botanique.

## Personnalités liées à Limbé
- Black Jack Legroove (1966-), artiste, musicien et photographe.
- Imbolo Mbue (1982-), femme de lettres.
- Ama Tutu Muna (1960-), femme politique.
- Marcus Mokaké (1981-), footballeur.

## Jumelages
- Seattle (États-Unis)
- Saint-Brieuc (France)
- Saint John's (Antigua-et-Barbuda)

La ville dispose d'une convention de partenariat avec :
- Colmar (France) depuis 2007